# Primo Cai
Primo Cai (Dovadola, 1922 – Cefalonia, 21 settembre 1943) è stato un partigiano e militare italiano.
Medaglia d'oro al valor militare alla memoria.

## Biografia
Si trovava a Cefalonia al momento dell'armistizio e fu tra i militari che più decisamente rifiutarono di arrendersi ai tedeschi. La motivazione della ricompensa al valore che, nel 1975, gli è stata attribuita, con la qualifica di partigiano combattente, dal Presidente della Repubblica Giovanni Leone, esalta il suo eroico comportamento.

## Riconoscimenti
Nel Ferrarese, a Campotto d'Argenta, a Primo Cai hanno intitolato una strada.
Nel paese natale, il suo sacrificio è ricordato da una lapide sotto al loggiato della centrale piazza Battisti,  e da un giardino pubblico a lui dedicato. 